# Râul Durlești
Durlești este un râuleț în partea centrală a Republicii Moldova, izvorăște în orașul Durlești și se revarsă prin lacul Valea Morilor în râul Bîc, în sectorul Buiucani al capitalei. 
Date Biografice
Râul poartă numele unui cioban, care a trăit în timpul domniei lui Ștefan cel Mare, cu numele de Durlea. De aici vine și denumirea localității.
Izvorul și Istoria rîului Durlești
Rîul are 4 izvoare, dintre care cel mai principal este localizat 76 m de lângă Școala Primară „Abeceluș”. Cel mai probabil este, că se află pe dealul dinspre strada Caucaz cu coordonatele pe hartă 47,0106836, 28,7686376 și altul la periferia cu strada Valea Babei.
Este înteresant faptul, că pe acest deal al fostului sat Cartușa care astăzi nu mai este, ci doar o stradă îi poartă numele, au fost niște gospodari, de pe timpul domnitorului Ștefan cel Mare. Pârâul Durlești nu apare nicăieri pe vre-un document în acea perioadă. Probabil, ca, râul să apară cu denumirea de Durlești, prin anii 1500 - 1589, oficial mai târziu. 
Mai târziu apare și alte izvoare ale acestui râu, chiar și pe teritoriul actualului parc dendrologic din Chișinău care se revarsă în lacul Valea Morilor din sectorul Buiucani.